# 閩西八大乾
闽西八大乾，又称汀州八大乾，是中国福建省闽西地区具有客家风味特色的八种乾燥食品的總稱。包括古代汀州府八縣最具代表性的特產：长汀豆腐乾、连城地瓜乾、永定菜乾、上杭萝卜乾、武平猪胆乾、明溪肉脯乾、宁化老鼠乾和清流笋乾。

## 產生背景
汀州府是客家民系的聚居地區之一，客家文化豐富。「闽西八大乾」的形成即與客家人的生活環境有很大的關係。客家人過去為了適應遷徙而需要製作一些易於保存、便於攜帶的食品，因此客家先民就地取材，製作了筍乾、蕨菜乾、鹹菜乾、蘿蔔乾等食品，而「闽西八大乾」就是這其中具有代表性的八種。在數百年的發展過程中，古汀州府各縣都形成了一種最富當地特色的乾食，而且完整地保留了各自的製作技術。有觀點認為「闽西八大乾」已經成為汀州客家文化的一種符號，代表客家文化的一種傳承與弘揚。

## 八大乾

### 長汀豆腐乾
長汀豆腐乾源於唐朝開元年間，其製法與其他地區的豆腐乾略有不同。長汀縣一般用酸漿（發酵過的酸豆腐水）點滷，即用大瓢盛酸漿往熱豆漿中注入，使豆腐腦緩緩凝結，濾壓後做成豆腐，因此長汀豆腐較為鮮嫩，用其製作的東坡豆腐、釀豆腐、豆腐餃等食品風味獨特。而將長汀豆腐切塊後，配以甘草、八角茴香、肉桂等香料以白糖、食鹽、醬油滷煮，然後用潔淨紗布蓋好在陽光下曬乾、壓平後製成的長汀豆腐乾鹹甜適中、味香耐嚼，被譽為「八大乾之首」。
據傳明太祖朱元璋的大將朱亮祖帶兵駐紮汀州時，吃了長汀豆腐乾大為讚賞。而清末汀州左營把總邱洪得調任台湾升為千總後，留戀家鄉的豆腐乾，也寫信並匯路費給河田擅長製豆腐乾的親戚，請他去台灣做豆腐乾。

### 連城地瓜乾
雖然地瓜乾在汀州各縣都有製作，但連城縣的地瓜乾則以其獨特的原料與製作方法而聞名。連城地瓜乾選用隔川鄉、揭樂鄉、蓮峰鎮等地種植的紅心地瓜製作而成，因此又稱為「紅心地瓜乾」。成品黃中透紅，質地鬆軟，味道清香甜美，清朝時曾作為貢品進貢皇宮
製作時是將整塊地瓜蒸熟去皮，然後壓製、烘烤而成。成品可保存幾年不壞，既可當作零食直接食用，又可以切塊後拌麵粉、雞蛋等油炸食用。

### 永定菜乾
永定縣的菜乾歷史悠久，不僅在福建省內外聞名，而且在南洋華僑中也頗有影響。「萬金油大王」胡文虎在南洋居住時就常託人帶回永定的菜乾。
永定菜乾分為甜菜乾與酸菜乾兩種，但原料都是鮮芥菜，只是製法略有不同。甜菜乾烏黑油亮，味道香甜，在製作時要經過「三蒸三曬」，有些加工精細的則要「七蒸七曬」，即將芥菜洗淨後曬1至2天至菜葉曬軟，然後用蒸籠熏蒸，蒸後再曬，曬後再蒸，如此反覆多次。而酸菜乾顏色黃褐，味道酸中帶甜，製作時是將芥菜洗淨後曬軟切碎，加鹽揉搓後放入甕內，使之發酸，一週後取出燜煮曬乾，再用蒸籠熏蒸，蒸後曬乾，曬後再蒸，反覆兩次以上後即可收藏。做好後的菜乾一般配肉炒、燉、蒸、煮或泡湯後食用。

### 上杭蘿蔔乾
上杭縣城城郊為汀州蘿蔔的主要產地，因此當地的蘿蔔乾歷史悠久，從明初開始就享有盛名，史籍記載稱「暢銷閩粵」。
製作一般在冬至前後進行，主要包括「曬、醃、藏」三道工序。將蘿蔔從地裡拔出後洗淨，稍微晾乾後裝入大木桶中，鋪一層蘿蔔灑一層鹽，裝滿後加蓋，上壓大石塊。一週後取出晾曬，搓去水分，再晾曬，直到擠不出水為止。然後將木桶中的鹽水過濾煮開，趁熱將蘿蔔乾倒入其中浸泡，趁熱再揉搓一次，然後再擠去鹽水曬乾。等到蘿蔔乾變為金黃色後，就將其裝入乾淨的甕中壓實，用黃泥封口，半年後取出即為成品。成品色澤金黃，皮嫩肉脆，甜香美味，既可炒食、清燉、油炸，又可泡水後加白糖、醋作為冷盤食用。

### 武平豬膽乾
「豬膽乾」本應寫作「豬膽肝」，是武平縣的著名特產，起源於清朝末年。成品色澤紫褐，香而微甜，經常作為宴席冷盤擺上餐桌。
豬膽乾一般在秋末冬初天氣乾燥的時候製作，程序較為複雜，需經過洗料、配料、醃製、晾曬、壓扁、整形、檢驗7道工序。製作時選用新鮮的深褐色豬肝與豬膽一副，整個浸泡在一定濃度的鹽水中並加上五香粉、高粱酒、八角茴香等配料。待膽汁完全滲透肝臟之後撈起晾曬，每隔兩三日整形一次即成。製成的豬膽乾外型美觀，顏色勻稱。食用之前只需蒸熟後趁熱抹上芝麻油，冷後切成薄片再加上少許蒜片即可。

### 明溪肉脯乾
明溪縣的肉脯乾是用豬後腿精肉削片，加上丁香、茴香、桂皮、糖等配料在醬油中浸漬約一週時間，再掛在風乾處晾乾製成。而現在通常則是在醃製數小時後就取出，用木炭燃燒的文火烘烤，經過反覆翻面，撒芝麻油等操作後，待出油即為製成。成品既有韌性又易嚼鬆，入口香甜。衍生還有明溪肉鬆，表面淡黃疏鬆類似菸絲，清朝時曾列為上京貢品。

### 寧化老鼠乾
寧化縣位於山區，農業發達，田野寬廣，故田鼠較多。以田鼠製作的老鼠乾為當地傳統食品，受到當地人的普遍喜愛，有「老鼠乾豬肉價」的說法。
每年立冬以後，每天傍晚寧化縣的農民就會拿著竹筒捕鼠器，以稻米為誘餌放在田鼠經過的地方或鼠洞門口，隔天一早去收回，大約有30%左右的概率能捕到田鼠，而天氣寒冷的時候捕獲率能達到50%以上。當地青少年還以捕鼠作為一種樂趣，故捕鼠者中青少年尤多。捕到的田鼠先要去毛，一般是架在鍋內用熱水蒸或放入熾熱的柴灰里烘烤。然後剖腹去掉內臟，以水洗淨，最後用穀殼或米糠熏烤，烤成醬黃色即成老鼠乾。
每到冬季，當地人都會把吃老鼠乾當作一種享受。烹飪時多配以豬肉、冬筍，加入大蒜、生薑、料酒等炒食，亦可作為佐酒佳餚。

### 清流筍乾
清流縣的筍乾又稱「閩筍尖」，是「八閩山珍」之一，以嫩甜清脆著名，明清時曾被列為上京貢品。
筍乾是以剛出土的春筍尖為原料，去殼後的鮮筍在鍋內塞實後以猛火蒸煮2-3個小時，煮好後取出用流動的清水漂洗，用布擦乾後以竹篾戳洞散熱，然後投入籃中冷卻。待完全冷卻後用千斤頂等進行壓片，壓好的筍片進行烘乾、整形等工藝後就成為成品。成品色澤金黃，呈半透明狀，肉厚脆嫩，常作為菜餚佐料。
此外，亦有在「八大乾」中以「永安筍乾」或「漳平筍乾」代替「清流筍乾」的情況，但永安與漳平過去並不屬汀州府管轄。

## 現況
由於八大乾是汀州客家地區的代表性食品，許多外地遊客慕名前來購買，因此在現在的龍岩市有數百家專門整合銷售八大乾的商鋪。
在過去八大乾生產地域分散，經營規模較小，但近年來八大乾的規模化、品牌化發展也有所進展。例如連城縣在2005年利用近億元人民幣投資建起「紅心食品加工區」作為高標準地瓜乾加工中心，並在林坊鄉建設食品園區，形成了集科研、加工、市場販售等於一體的產業化經營模式。現今連城縣全縣有80%以上的地瓜乾是在園區中經過機械化加工，而且「連城紅心地瓜乾」商標也被認定為中國馳名商標和中國地理標誌產品。近年，連城縣全縣的紅心地瓜種植面積已達10萬畝，加工地瓜乾產量10萬噸，產業總產值達8億元人民幣，全縣從事加工、銷售的總人數達13萬。
長汀縣的豆腐乾加工也由傳統的自然曬乾改為用電烘烤，加工廠由原來不到20家增加到100多家，全縣從事豆腐乾產業的人數達2萬以上。
2011年，「永定菜乾」地理標誌證明商標與「客家美食」集體商標獲國家工商總局商標局註冊，其後永定菜乾平均年產量超過2億噸，年總產值接近1億人民幣。
2012年，龍岩市農資農產品市場向國家工商總局申請註冊「八大乾」商標獲核准。龍岩市內也成立了多家農業合作社為加盟團體或相關農戶提供技術信息服務，並成立各自的銷售中心對外推廣八大乾產品。例如由龍岩市供銷社主持成立的龍岩百農匯產銷合作聯社的直銷中心在2013年實現銷售額1600多萬人民幣，其中八大乾佔30%以上；而民間籌建的一間專業合作社的八大乾年產值就達3000萬人民幣，帶動相關農戶1500戶一年增收600萬餘元。
同年，「武平豬膽乾」被核准為中國地理標誌證明商標。現今在武平縣內有3家具規模的豬膽乾生產企業，年產值2000多萬元人民幣，從業人口500多人，另外也有不少家庭主婦會在自家動手製作。
明溪縣在2015年共有13家肉脯乾生產企業，全縣的肉脯乾總產值約為1億多元人民幣。但由於受到肉源不足、生豬利用率低、保質期短、熟練工與後繼者不足等條件的影響，導致行業整體難以實現進一步的拓展。
清流縣的筍乾產業則仍然停留在農民以戶為單位分散自主經營的階段，而且外地商人也不會出高價收購筍乾，導致農民生產筍乾的積極性不高。另外由於保鮮筍行業的興起，筍乾的原料市場以及販售市場進一步被衝擊。